# Patrick M. Sullivan Jr.
Patrick M. Sullivan Jr. est un directeur artistique et chef décorateur américain. Il est né le 11 novembre 1967 à Norristown en Pennsylvanie. Il a notamment travaillé sur L'Échange (2008) de Clint Eastwood et Le Dernier Maître de l'air (2010) de M. Night Shyamalan.

## Filmographie
- 1995 : Dillinger and Capone
- 1995 : Jeux de pouvoir
- 1996 : Hot Ticket
- 1996 : Twister
- 1996 : Los Angeles 2013
- 1997 : Men in Black
- 1997 : The Game
- 1998 : Primary Colors
- 1998 : Ennemi d'État
- 1999 : Wild Wild West
- 1999 : Une vie volée
- 2000 : Ce que veulent les femmes
- 2000 : De quelle planète viens-tu?
- 2001 : A.I. Intelligence artificielle
- 2002 : Le Cercle
- 2004 : Garfield, le film
- 2004 : Collatéral
- 2005 : Mémoires d’une geisha
- 2006 : Big Mamma 2
- 2006 : Terreur sur la ligne
- 2008 : L'Échange
- 2008 : Wanted : Choisis ton destin
- 2010 : Au-delà (Hereafter)
- 2010 : Le Dernier Maître de l'air
- 2012 : Une nouvelle chance (Trouble with the Curve)
- 2013 : Area 51 d'Oren Peli
- 2015 : Chair de poule, le film de Rob Letterman
- 2018 : My Beautiful Boy (Beautiful Boy) de Felix Van Groeningen
- 2020 : The Babysitter: Killer Queen de McG
- 2023 : Reptile de Grant Singer